# Zvyagintsevite
La zvyagintsevite è un minerale, composto naturale dei metalli nativi palladio, platino, piombo e stagno. Deve il suo nome a Orest Evgenevich Zvyagintsev (1894-1967), geochimico russo. La specie fu descritta la prima volta nel 1966 da A.D. Genkin.

## Abito cristallino
Cubico a facce centrate.

## Origine
Nel 1966 venne rinvenuto per la prima volta nella città siberiana di Talnach.

## Giacitura
Grani irregolari, riempimenti di cavità, cristalli cubici isolati.

## Forma in cui si presenta in natura
Nelle miniere di platino del massiccio intrusivo ultramafico di Kondër, costituito da duniti fosteritiche, si rinviene come riempimento interstiziale e micronclusione all'interno stannopalladinite. Cristalli isolati sono stati trovati nelle pepite di platino del fiume Kondër che nasce appunto dal bacino formato dal massiccio omonimo.